# Henry Ford
 Henry Ford (Greenfield Township, atual Condado de Wayne, 30 de julho de 1863 – Dearborn, 7 de abril de 1947) foi um empresário e engenheiro mecânico Americano, fundador da Ford Motor Company, autor dos livros Minha filosofia de indústria e Minha vida e minha obra, e o primeiro empresário a aplicar a montagem em série de forma a produzir em massa automóveis em menos tempo e a um menor custo. Responsável por introduzir o seu modelo Ford T que revolucionou os transportes e a indústria dos Estados Unidos. Ford foi um inventor prolífico e registrou 161 patentes nos Estados Unidos. Como único dono da Ford Company, ele se tornou um dos homens mais ricos e conhecidos do mundo. No dia 16 de junho de 1903, dia da fundação da Ford Motor Company, foi investido um capital de US$ 150 000 (em valores da época), de 12 sócios, sendo que US$ 28 000 foram investidos pelo próprio Ford, com então 40 anos na época.
A ele é atribuído o "fordismo", isto é, a produção em grande quantidade de automóveis a baixo custo por meio da utilização do artifício conhecido como "linha de montagem", o qual tinha condições de fabricar um carro a cada 98 minutos, além dos altos salários oferecidos a seus operários — notavelmente o valor de 5 dólares por dia, adotado em 1914.
O intenso empenho de Henry Ford para baixar os custos resultou em muitas inovações técnicas e de negócios, incluindo um sistema de franquias que instalou uma concessionária em cada cidade da América do Norte, e nas maiores cidades em seis continentes. Ford deixou a maior parte de sua grande riqueza para a Fundação Ford, mas providenciou para que sua família pudesse controlar a companhia permanentemente.
Ford foi resguardado como um pacifista durante boa parte da Primeira Guerra Mundial e na década seguinte ficou conhecido como notório antissemita, publicando uma série de quatro livros chamados O Judeu Internacional (The International Jew).

## Primeiros anos

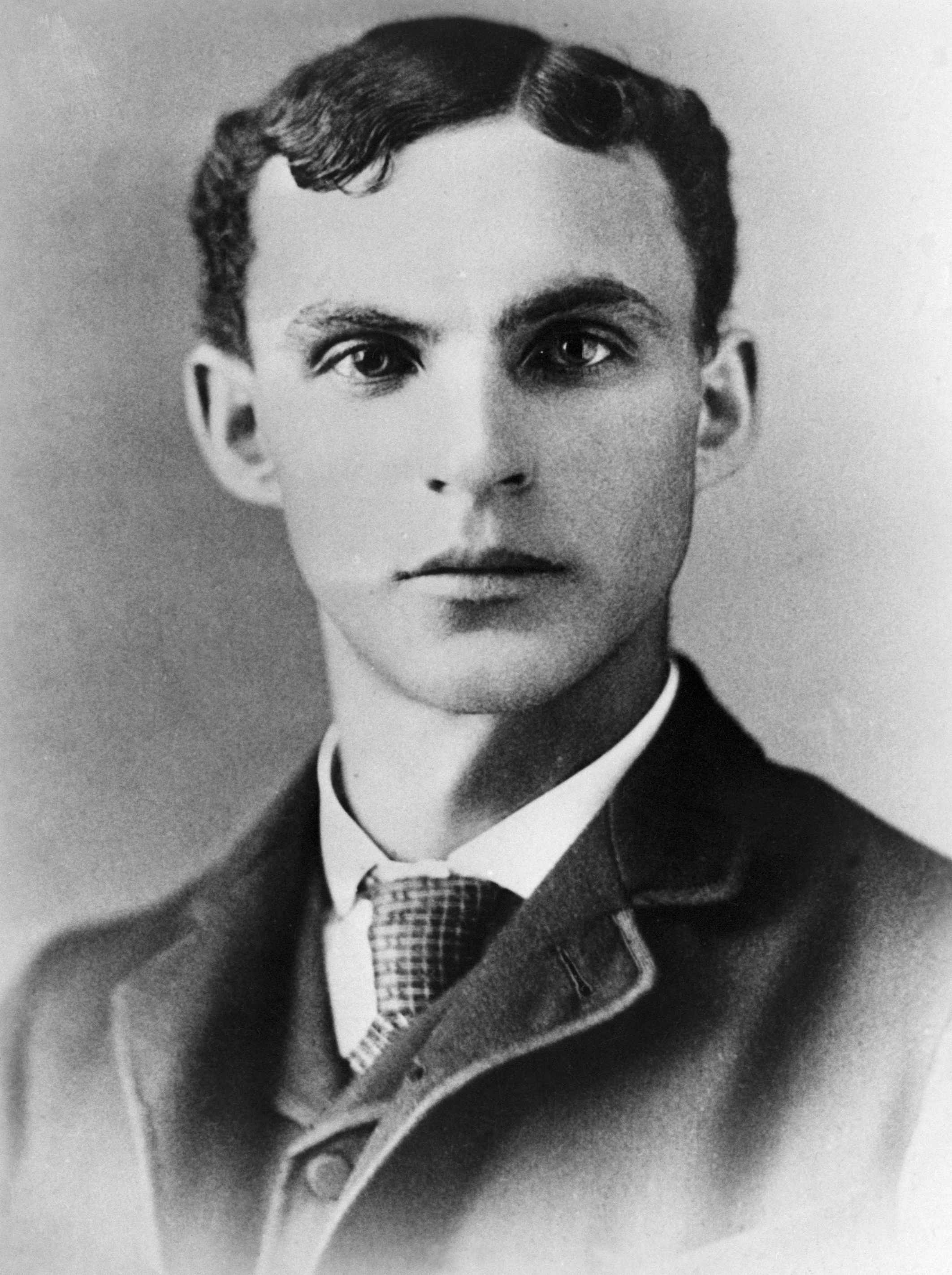
Henry Ford, 1888.

Ford nasceu em 30 de julho de 1863, em uma fazenda próxima a um município rural a oeste de Detroit, no estado do Michigan (este espaço hoje faz parte de Dearborn). Seu pai, William Ford (1826-1905), nasceu em County Cork, Irlanda. Sua mãe, Mary Litogot Ford (1839-1876), nasceu em Michigan, e era a mais nova dos filhos de imigrantes belgas; seus pais morreram quando Mary era uma criança e ela foi adotada pelos vizinhos, os O'Herns. Os irmãos de Henry Ford são: Margaret Ford (1867-1868); Jane Ford (c 1868-1945), William Ford (1871-1917) e Robert Ford (1873-1934).
Ford iniciou sua trajetória com motores, digamos assim, na fazenda de seu pai. Ele era responsável pelos reparos nas máquinas da fazenda, mostrava muita habilidade para inovar e sua principal intenção era observar o funcionamento mecânico das máquinas e equipamentos. A vida na fazenda era difícil, exigia serviços pesados feitos à mão. Por causa disso, desde menino Ford já demonstrava o interesse em diminuir o trabalho manual com o uso de máquinas. No ano de 1875, com doze anos, o contato com um motor a vapor o levou a estudar os carros automotores.
Sua mãe morreu em 1876. Seu pai desejava que Henry no futuro assumisse a fazenda, mas Henry não tinha gosto pelos trabalhos agrícolas. Com o falecimento de sua mãe, muito pouco permaneceu para o manter na fazenda. Mais tarde ele disse a seu pai:
| “ | Eu nunca tive qualquer amor especial pela fazenda — era a mãe na fazenda que eu amava. | ” |

Aos quinze, ele tinha a reputação de reparador de relógios, tendo desmantelado e remontado as peças de relógios de amigos e vizinhos dezenas de vezes. Em 1879, com 16 anos, ele deixou sua casa e foi para a cidade vizinha Detroit, para trabalhar como aprendiz de operador de máquinas, primeiro na empresa James F. Flower & Bros., e mais tarde na Detroit Dry Dock Co. Em 1882 retornou a Dearborn para trabalhar na fazenda da família e se tornar experiente na operação dos motores a vapor portáteis da Westinghouse (Westinghouse Farm Engine). Aos 19, Ford entrou para a Companhia Westinghouse, no conserto e na montagem de locomoveis a vapor. Em 1885, trabalhando como mecânico das oficinas da Eagle Motor Works, em Detroit, seu interesse se concentra nos motores a explosão. Dois anos depois, Ford construiu seu primeiro motor desse tipo, movido a gasolina.
Ford se casou com Clara Jane Bryant (1865-1950) em abril de 1888, e se sustentava com a exploração da fazenda e mantendo uma serraria. Eles tiveram um único filho, Edsel Bryant Ford (1893-1943).
Por volta do ano de 1890, Ford assumiu o lugar de engenheiro maquinista na cidade de Detroit na Edison Illuminating Company. Em 1893, após sua promoção ao cargo de Engenheiro Chefe, Ford passou a ter bastante tempo e dinheiro para dedicar-se às suas experiências pessoais com motores a gasolina. Estes experimentos culminaram em 1896 com a conclusão de seu próprio veículo automotor denominado Quadriciclo, que ele dirigiu em teste em 4 de junho. Depois de vários testes, Henry Ford planejou formas de melhorar o Quadriciclo.

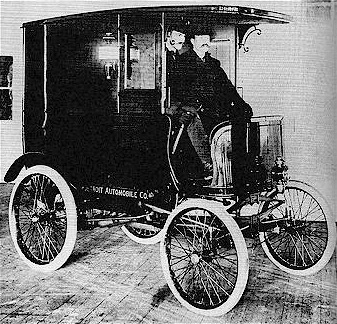
Primeiro dos carros da DAC, um utilitário de entrega, em 1900.

Sua primeira empresa foi a Detroit Automobile Company (DAC), de 1899, sob a responsabilidade de ser engenheiro-chefe, entretanto, a fábrica fechou devido à discordância com os investidores que queriam um retorno mais imediato; a fábrica produziu apenas doze veículos que eram de qualidade inferior e alto custo e faliu no começo de 1901. Dois anos mais tarde, montou outra empresa, a Henry Ford Company, de onde foi demitido por ter voltado seu interesse para carros de corrida, ao contrário de seus investidores que, para seu lugar, contrataram Henry Leland e este remodelou a fábrica que então se tornou a Cadillac Motor Company.
Ford persistiu com a ideia dos carros esportivos e, juntamente com o projetista Childe Wills, montou o chamado carro 999, com o qual Barney Oldfield se tornou campeão, divulgando o carro em todo país. Esse passo foi importante, pois o rendimento financeiro proveniente do sucesso de seu carro deu suporte financeiro a suas ideias e assim a Ford Motor Company foi fundada.

## Ford Motor Company
Com 40 anos de idade, Ford, com outros 11 investidores e 28 000 dólares de capital, formaram a Ford Motor Company em 1903. Em um carro recém-planejado, Ford fez uma exposição sobre o gelo do Lago Saint Clair, dirigindo uma milha (1 609 metros) em 39,4 segundos, estabelecendo um novo recorde de velocidade em terra em 91,3 milhas por hora (147,0 km/h). Persuadido por esse êxito, o piloto de corrida Barney Oldfield, que nomeou o novo modelo Ford de "999" em honra de uma locomotiva de corrida da época, levou o carro por todo o país, tornando a marca Ford mais conhecida pelos Estados Unidos. Ford também foi um dos primeiros patrocinadores do Indianápolis 500.
Ford maravilhou o mundo em 1914, oferecendo o pagamento de 5,00 dólares por dia, o que mais do que duplicou o salário da maioria dos seus trabalhadores. O movimento foi extremamente rentável; no lugar da constante rotatividade de empregados, os melhores mecânicos de Detroit afluíram para a Ford, trazendo seu capital humano e sua habilidade, aumentando a produtividade e reduzindo os custos de treinamento. Ford chamou isso de "salário de motivação" ("wage motive"). O uso da integração vertical pela empresa também provou ser bem sucedido quando Ford construiu uma fábrica gigantesca, onde entravam matérias primas e de onde saiam automóveis acabados.

### Modelo T

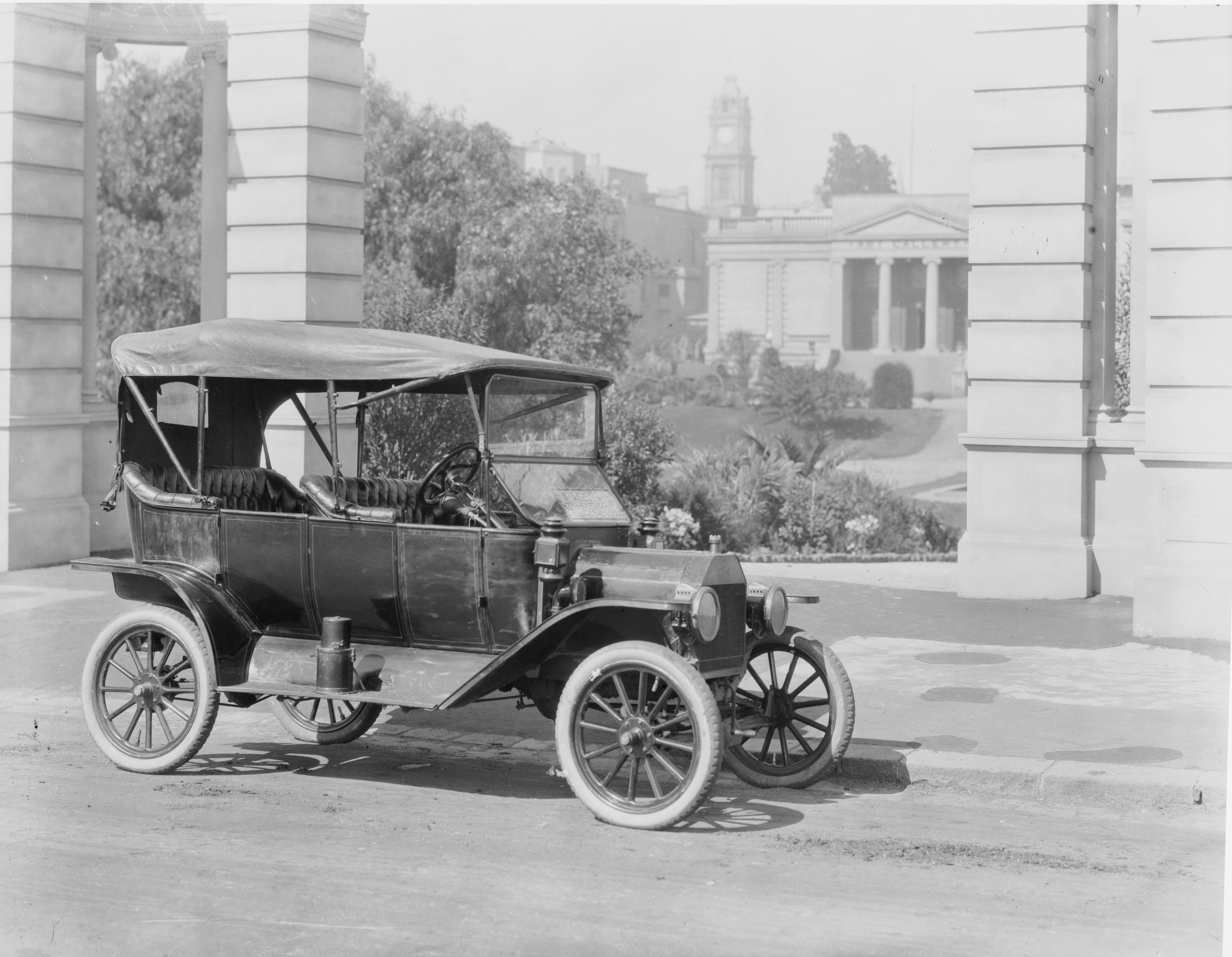
Ford T.

O Ford Model T foi apresentado em 1 de outubro de 1908. Ele tinha muitas inovações importantes, como o volante no lado esquerdo, o que foi logo copiado por todas as outras companhias. O motor e o câmbio eram totalmente fechados. Os 4 cilindros eram fundidos em um bloco sólido, e a suspensão usava duas molas semielípticas. O carro era muito simples de se dirigir e, o mais importante, sua manutenção era barata. O veículo era tão barato em 1908, custando 825,00 dólares (o preço caía todo ano) que na década de 1920 a maioria dos motoristas norte-americanos aprenderam a dirigir o Modelo T, o que deixou boas memórias para milhões de pessoas.
Ford criou um sólido sistema de publicidade em Detroit para garantir que cada jornal transmitisse notícias e anúncios sobre o novo produto. A rede de concessionários locais de Ford tornou o carro onipresente em praticamente todas as cidades da América do Norte. Como revendedores independentes, as franquias enriqueceram e fizeram a propaganda não apenas de Ford, mas também do próprio conceito de automobilismo; clubes locais de automóveis surgiram para ajudar novos motoristas e para explorar o campo. Ford foi sempre ávido para vender aos fazendeiros, que viram no veículo um dispositivo comercial para ajudar em seus negócios. As vendas subiram rapidamente - vários anos tiveram 100% de lucros em relação ao ano anterior. Sempre na busca de maior eficiência e menores custos, em 1913 Ford introduziu a montagem em esteiras em movimento nas suas instalações, o que permitiu um enorme aumento da produção. As vendas ultrapassaram 250 000 unidades em 1914. Por volta de 1916, tendo o preço baixado para US$ 360,00 para os carros de passeio básicos, as vendas atingiram 472 000 unidades.
Por volta de 1918, metade dos carros na América do Norte eram Modelos T. A alta produção conseguida por Ford tem como característica marcante a escolha de uma única cor de veículo, que era preta. Desta forma, ele conseguia montar os veículos sem ter que diferenciar o processo de pintura. Existe uma frase famosa que Ford escreveu em sua autobiografia sobre a escolha da cor do veículo:
| “ | O cliente pode ter o carro da cor que quiser, contanto que seja preto". | ” |

Antes do desenvolvimento da linha de montagem, que exigia a cor preta por sua secagem mais rápida, o Modelo T era disponível em outras cores, incluindo o vermelho. Esse esquema era veementemente defendido por Henry Ford, e a produção continuou até 1927; a produção final total foi de 15 007 034 unidades. Esse foi um recorde que permaneceu por 45 anos.

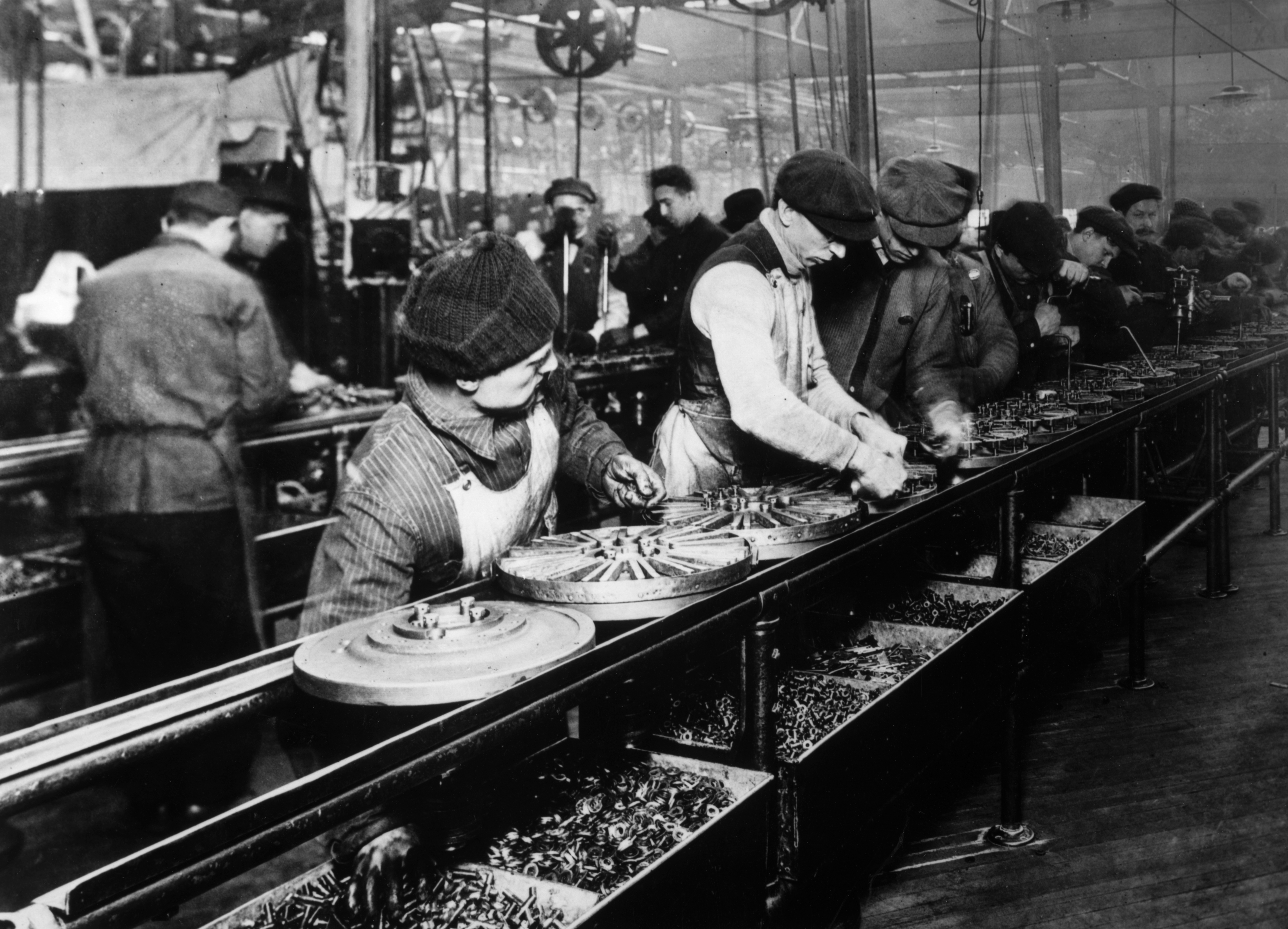
Linha de montagem de Ford, em 1913.

Em 1918, o presidente Woodrow Wilson pediu pessoalmente a Ford para que se candidatasse ao Senado dos Estados Unidos, de Michigan, como um democrata. Embora a nação estivesse na guerra, Ford concorreu como um candidato pacífico e um forte apoiador da proposta Liga das Nações. Em dezembro de 1918, Henry Ford transferiu a presidência da Ford Motor Company para seu filho Edsel Ford. Henry, entretanto, retinha a autoridade de decisão final e algumas vezes revogou as decisões de seu filho. Henry e Edsel compraram todas as ações restantes de outros investidores, dando deste modo à família exclusivo domínio sobre a companhia.
Por volta da metade da década de 1920, as vendas do Modelo T começaram a declinar devido à concorrência crescente. Outros fabricantes de automóveis ofereciam planos de pagamentos pelos quais os clientes podiam comprar seus carros, que comumente incluíam características mecânicas mais modernas e estilos não disponíveis no Modelo T. Apesar dos estímulos de Edsel, Henry recusava-se firmemente a incorporar novas características no Modelo T ou a criar um plano de crédito para os compradores.

### Modelo A e carreira posterior de Ford

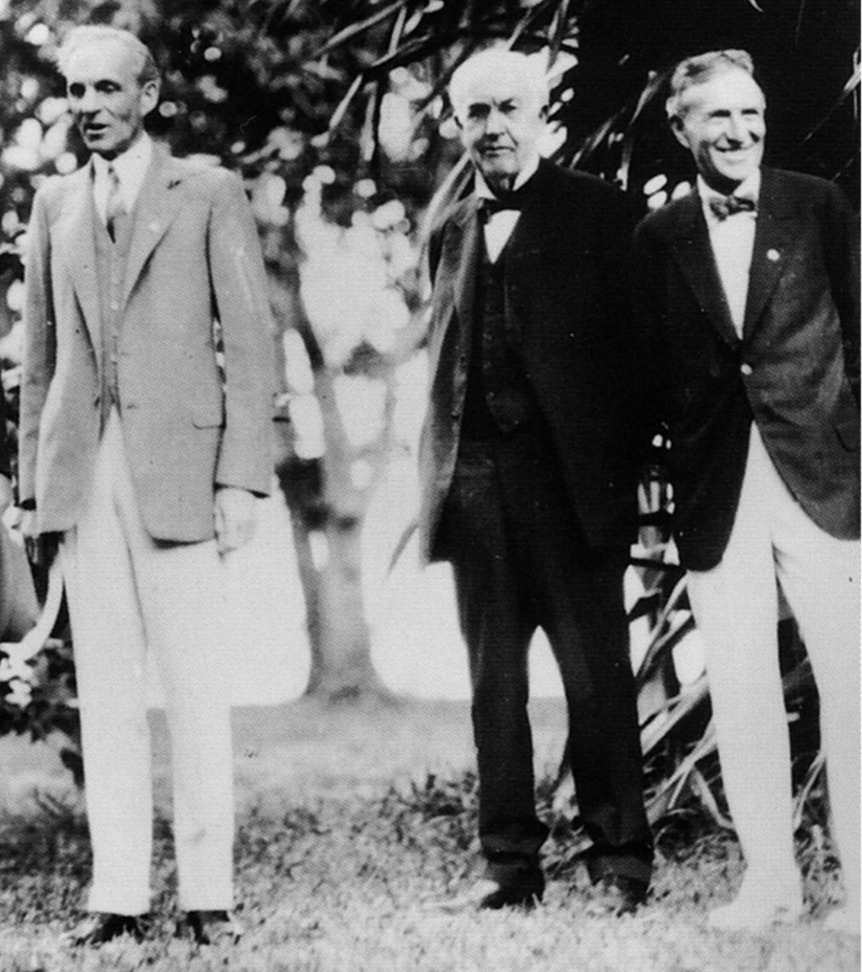
Ford, Thomas Edison e Harvey Firestone (Fort Myers, Flórida, 11 de fevereiro de 1929).

Por volta de 1926, o enfraquecimento das vendas do Modelo T finalmente convenceu Henry a fazer um novo modelo de automóvel. Ele desempenhou o projeto com um grande número de técnicos especializados no projeto de motor, chassi, mecânica e outras necessidades, deixando o desenho da carroceria para seu filho. Edsel conseguiu por vezes prevalecer sobre seu pai na oposição inicial deste à inclusão de um sistema de mudança de transmissão deslizante. O resultado foi o sucesso do Ford Model A, introduzido em dezembro de 1927 e produzido até 1931, com uma produção total de mais de quatro milhões de automóveis. Posteriormente, a empresa adotou um sistema de mudança anual de modelo, semelhante ao que é utilizado pelos fabricantes de automóveis de hoje. Não antes de 1930 Henry superou sua oposição contra companhias de financiamento. No entanto, após isso, a Universal Credit Corporation, de Ford, tornou-se a principal financiadora de veículos.

### Filosofia de trabalho
Henry Ford foi um pioneiro do "capitalismo do bem-estar social" concebido para melhorar a situação dos seus trabalhadores e especialmente para reduzir a grande rotação de empregados de muitos departamentos, que contratavam 300 homens por ano para preencher 100 vagas. Eficiência significava contratar e manter os melhores trabalhadores. Em 5 de janeiro de 1914, Ford anunciou seu programa "cinco dólares por dia". O programa revolucionário e sistemático incluía uma redução da duração do dia de trabalho de 9 para 8 horas, 5 dias de trabalho por semana, e um aumento no salário-mínimo diário de US$ 2,34 para US$ 5 para trabalhadores qualificados. Outra inovação para o período foi a repartição com seus empregados de uma parte do controle acionário.

## Pacifismo

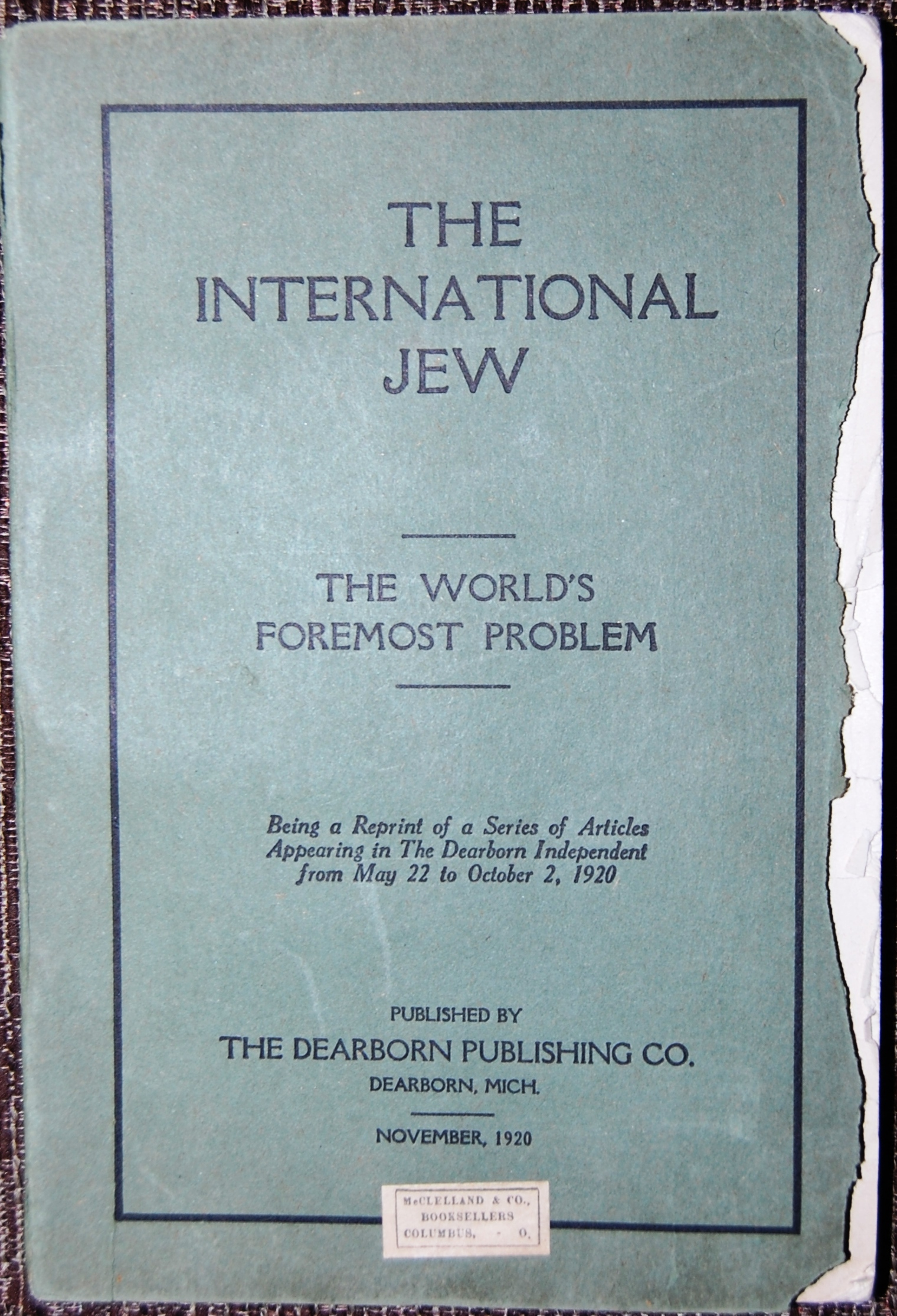
O Judeu Internacional (The International Jew), novembro de 1920, primeira edição por Henry Ford.

Henry Ford foi um cristão episcopal que dizia ser contra a guerra, argumentando que ela era um desperdício de tempo. Ford tornou-se altamente crítico com aqueles que financiavam a guerra e parecia fazer tudo o que podia para detê-los. Em 1915 a pacifista Rosika Schwimmer obteve a ajuda de Henry Ford para financiar uma viagem de navio para a Europa, com o objetivo de ser uma espécie de "missão de paz", para si e aproximadamente 170 outros proeminentes líderes pacifistas. O pastor episcopal de Ford, Reverendo Samuel S. Masquir, acompanhou-a na viagem. Marquis também liderou o departamento de sociologia de Ford entre 1913 e 1921. Ford conversou com o presidente Wilson sobre a missão, mas não obteve qualquer apoio governamental. Seu grupo partiu rumo à neutra Suécia e à Holanda para encontrar-se com ativistas da paz naquele país. Ridicularizado, teve que deixar o navio logo que este chegou à Suécia. Em sua vida, Ford tinha empatia com o movimento nazista e o financiava,, chegando inclusive a ser condecorado por Hitler com a Ordem de Mérito da Águia Alemã em 30 de julho de 1938. O Henry Ford também ganhou dinheiro com a Segunda Guerra Mundial vendendo insumos para a indústria de guerra nazista e recebendo lucros de filiais através de países neutros. O historiador Max Wallace comenta que Ford de bom grado forneceu equipamentos militares à Alemanha nazi, mas se recusou a fabricar motores para a RAF (Força Aérea Britânica).

## Companhia de Aviões Ford (Ford Airplane Company)
Henry Ford teve participações na mecanização do campo, na fabricação de motores aeronáuticos, chegando a construir um motor Liberty durante o período da primeira guerra mundial, e anos mais tarde um trimotor para aviões.
A Ford, assim como outras empresas automotivas, entrou no negócio da aviação durante a Primeira Guerra Mundial. Após a guerra, ele retornou à indústria automobilística até 1925, quando Henry Ford adquiriu a companhia de aviação Stout Metal Airplane Company.

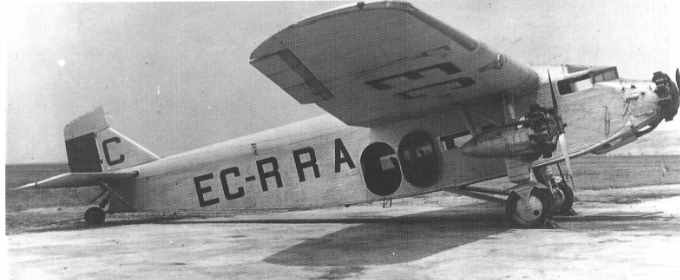
Ford 4-AT-F (EC-RRA)

A mais bem sucedida aeronave de Ford foi o Ford 4AT Trimotor - chamado de "Ganso de Lata" ("Tin Goose"), em virtude da sua construção metálica ondulada. O avião utilizava uma nova liga metálica chamada Alclad, que combinava resistência à corrosão do alumínio com a força do duralumínio. O avião era semelhante ao F.VII-3m da Fokker, e alguns dizem que os engenheiros da Ford secretamente mediram o avião Fokker e, em seguida, o copiaram. O Trimotor voou pela primeira vez em 11 de junho de 1926, e foi o primeiro bem sucedido avião de passageiros dos Estados Unidos, acomodando cerca de 12 passageiros de modo um tanto desconfortável. Diversas variantes foram também usadas pelo Exército dos Estados Unidos. Aproximadamente 200 Trimotores foram construídos antes de ter sido interrompido sua produção em 1933, quando a Ford Airplane Division encerrou suas atividades devido às poucas vendas durante a Grande Depressão.

## Corrida

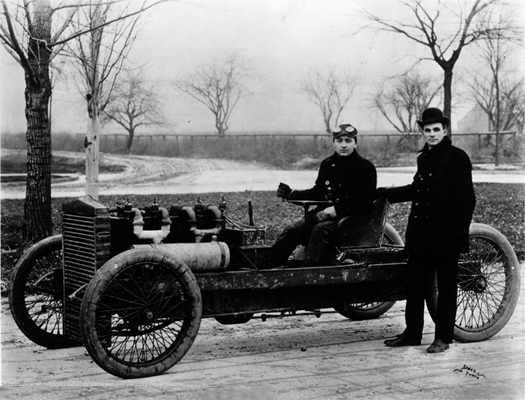
Ford (em pé) lança o carreira de Barney Oldfield em 1902.

Ford iniciou sua carreira como um piloto de carros de corrida e manteve seu interesse por este esporte durante o período de 1901 até 1913. Henry colocou o desprovido Modelo Ts em corridas, terminando em primeiro lugar (embora posteriormente desqualificado), em uma corrida "mar-a-mar" (atravessando os Estados Unidos) ocorrida em 1909, e estabelecendo o recorde de velocidade em circuito oval de uma milha (1,6 km) em Detroit Fairgrounds em 1911 com o motorista Frank Kulick. Em 1913, Ford tentou colocar um Modelo T reformulado no Indianapolis 500, mas foi informado que as regras exigiam a adição de mais 1 000 libras (450 kg) no carro antes que ele pudesse ser aprovado. Ford saiu da corrida e logo depois deixou o automobilismo permanentemente, usando como argumento a insatisfação com as regras do esporte e as exigências de seu tempo pelo grande aumento na produção do Modelo T.

## Negócios internacionais
A filosofia de Ford defendia a independência econômica para os Estados Unidos. Sua fábrica em River Rouge tornou-se o maior complexo industrial do mundo, sendo até mesmo capaz de produzir o seu próprio aço. Ford tinha por objetivo produzir um veículo a partir do zero, sem dependência de comércio externo. Ele acreditava na expansão global de sua companhia. Acreditava que o comércio internacional e a cooperação internacional levariam à paz, e usou o processo de linha de montagem e produção do Modelo T para demonstrar isso. Ele abriu as fábricas de montagem Ford no Reino Unido e no Canadá em 1911, e logo se tornou o maior produtor de automóveis nesses países. Em 1912, Ford cooperou com Agnelli da Fiat para lançar as primeiras montadoras de automóveis italianas. As primeiras instalações na Alemanha foram construídas na década de 1920, com o encorajamento de Herbert Hoover e do Departamento de Comércio, que concordava com a teoria de Ford, que afirmava que o comércio era essencial para a paz mundial.
Na década de 1920 Ford também construiu instalações na Austrália, na Índia e na França, e, por volta de 1929, ele teve concessionários de sucesso em seis continentes.
Ford tentou empreender uma plantação comercial de seringueiras para a produção de borracha na Amazônia brasileira chamada de Fordlândia; este foi um de seus muitos fracassos pois se Ford era genial e intuitivo, também era um administrador ruim. Em 1929, Ford aceitou o convite de Stalin para construir um modelo de fábrica (NNAZ, hoje GAZ), em Gorky, uma cidade mais tarde renomeada para Nizhny Novgorod, e enviou engenheiros americanos e técnicos para ajudar a instalá-la, incluindo Victor Herman (posteriormente aprisionado no Gulag durante o Grande Expurgo stalinista) e, o futuro dirigente de sindicato Walter Reuther.
O acordo de transferência de tecnologia entre a Ford Motor Company, a VSNH (conselho nacional de economia) e a Amtorg Trading Corporation, controlada pelos soviéticos (como agente de compra) foi firmado por nove anos e assinado em 31 de maio de 1929 por Ford, pelo vice-presidente da FMC Peter E. Martin, por Valery Mezhlauk, e pelo presidente da Amtorg, Saul Bron. A Ford Motor Company trabalhou para conduzir os negócios em todas as nações com as quais os Estados Unidos mantinham relações diplomáticas pacíficas. Por volta de 1932, a Ford fabricava um terço de todos os automóveis do mundo.
A imagem da Ford pasmou os europeus, em especial os alemães, despertando o "medo de alguns, a obsessão de outros, e o fascínio entre todos". Os alemães que discutiam o "Fordismo" frequentemente acreditavam que ele representava algo fundamentalmente norte americano. Eles viram o tamanho, o ritmo, a padronização, e a filosofia da produção demonstrada nos trabalhos de Ford como um serviço nacional — uma "coisa americana" que representava a cultura dos Estados Unidos. Tanto os apoiadores quanto os críticos insistiam que o Fordismo compendiava o desenvolvimento capitalista norte americano, e que a indústria automobilística era a chave para a compreensão das relações econômicas e sociais nos Estados Unidos. Como explicou um alemão, "os automóveis alteraram tão profundamente o modo de vida americano, que hoje dificilmente se pode imaginar alguém sem um carro. É difícil lembrar como era a vida antes de o sr. Ford começar a pregar sua doutrina da salvação". Para muitos alemães, Henry Ford encarnava a essência do americanismo de sucesso.

## O legado de Ford
As ideias de Henry Ford modificaram todo o pensamento da época, foi através delas que se desenvolveu a mecanização do trabalho, produção em massa, padronização do maquinário e do equipamento, e por consequência dos produtos, forte segregação do trabalho manual em relação ao trabalho braçal - o operário não precisava pensar apenas como fazer seu trabalho, mas efetuá-lo com o mínimo de movimentação possível. Ele também implementou a política de metas, mesmo não possuindo esse nome, afirmando que X carros deveriam ser produzidos em Y dias. Além disso, ele revolucionou o tratamento dispensando aos trabalhadores, pois melhorou o salário deles; segundo Ford, ao mesmo tempo em que, pelo pagamento de um salário substancial para aqueles que trabalhavam com a produção e a distribuição, ocorria o aumento de poder de compra proporcionalmente, criando um movimento econômico cíclico. Por esses motivos pode-se dizer que Henry Ford tornou-se um grande marco, sendo hoje muito estudado nas áreas de administração.

## Falecimento
Henry Ford faleceu em Dearborn em 7 de abril de 1947. Encontra-se sepultado no Ford Cemetery (Saint Marthas Episcopal Church Cemetery) Detroit, Condado de Wayne, Michigan nos Estados Unidos.